# The Phantom of the Opera
För andra betydelser, se Fantomen på operan.
The Phantom of the Opera (svenska: Fantomen på operan) är en brittisk musikal med mestadels symfonimusik med musik av Andrew Lloyd Webber, sångtexter av Charles Hart och libretto av Richard Stilgoe och Webber, baserat på romanen Fantomen på Operan av Gaston Leroux från 1910. 

## Om musikalen
The Phantom of the Opera är en av de största musikalsuccéerna i världen. Den har spelats i London sedan 1986 och på Broadway sedan 1988. Alla uppsättningar av musikalen har gått för fulla hus. Anledningarna till succén är många, bland annat finns där flera populära musikalnummer, såsom titelsången, Music Of the Night, Think Of Me, Wishing You Were Somehow Here Again och All I Ask Of You. En annan anledning är handlingen, som har ett klassiskt "skönheten och odjuret-tema". Tekniken under uppsättningarna var banbrytande vid urpremiären 1986 och håller fortfarande en hög klass. Välkända band som exempelvis Nightwish, har gjort egna versioner av kända stycken. 
Man har räknat ut att över 140 miljoner människor har sett musikalen, som är översatt till 14 olika språk. Den har satts upp i cirka 150 städer i över 25 länder som Storbritannien, USA, Nya Zeeland, Japan, Österrike, Kanada, Sverige, Tyskland, Brasilien, Mexiko, Australien, Nederländerna, Schweiz, Belgien, Korea, Danmark, Spanien och Ryssland. Originalinspelningen på skiva var den första musikalinspelning i Storbritanniens historia som gick direkt upp på första plats på albumlistan. Inspelningen har sålts i över 40 miljoner exemplar och är den mest sålda musikalinspelningen genom tiderna.

## Handling
Musikalen utspelar sig i och under operahuset i Paris under senare delen av 1800-talet. Den vanställde fantomen, som bor under operahuset bortom en underjordisk sjö, förälskar sig i sopranen Christine Daaé och är redo att göra allt för henne — till och med att döda. Han får konkurrens av den unge och stilige Raoul, som känner Christine sen barnsben och handlingen utvecklar sig till ett triangeldrama mellan dessa tre. Christine dras mellan en sensuell förälskelse och sin absolut största kärlek. 

## Musiknummer
Svenska titlar inom parentes.
- Prologue (Prolog) - Parisoperans scen. Raoul, ensemble.
- Ouverture (Ouvertyr) - Orkester

Akt I:
- A Rehearsal for Hannibal/Think of me - Carlotta, Piangi, Ensemble
- Think of Me (Tänk på mig) - Christine, Raoul
- Angel of Music (Musikens ängel) - Meg och Christine
- Little Lotte/The Mirror (Lilla Lotte/Spegeln) - Christine, Raoul, The Phantom
- The Phantom of the Opera (Operafantomen) - The Phantom och Christine
- The Music of the Night (Nattens Musik) - The Phantom
- Remember/Stranger Than You Dreamt It (Dunkla Minnen/Värre än du anat) Christine och The Phantom
- Magical Lasso (Snaran) -  Buquet, Meg, Madame Giry, och Ballet Girls
- Notes (Breven) - Firmin, André, Raoul, Carlotta, Madame Giry, Meg, Piangi, The Phantom
- Prima Donna (Primadonna) - Firmin, André, Raoul, Carlotta, Madame Giry, Meg, Piangi, The Phantom
- Poor Fool, He Makes Me Laugh (Han fattar ingenting) - Carlotta, Piangi, Ensemble
- Why Have You Brought Me Here (Säg varför sprang vi hit) - Raoul och Christine
- Raoul, I've Been There (Raoul, jag var där) - Raoul och Christine
- All I Ask of You (Allt vad jag begär) - Raoul och Christine
- All I Ask of You, reprise  - The Phantom, Raoul och Christine

Akt II:
- Entr'acte - Orkester
- Masquerade (Maskerad) - Ensemble, Firmin, André, Raoul, Christine
- Why So Silent (Vad ni tystnade) - The Phantom
- Notes (Breven) - Firmin, André, Carlotta, Piangi, Raoul, Christine, Madame Giry, The Phantom
- We have all been blind/Twisted Every Way (Har jag något val) - Raoul, Firmin, André, Christine
- A rehearsal for Don Juan Triumphant - Carlotta, Piangi, Christine, Ensemble
- Wishing You Were Somehow Here Again (Om du bara vore här igen) - Chistine
- Wandering Child/Bravo, Monsieur (Du som vilset vandrar) - The Phantom, Christine, Raoul
- The Point Of No Return (Ingen återvändo mer) - The Phantom, Christine, Raoul
- Down Once More/Track Down This Murderer (Ner igen/Följ efter mördaren) - The Phantom, Christine, Raoul, Ensemble
- The point of no return - The Phantom, Christine, Raoul
- Finale - The Phantom, Orkester

## Uppsättningar

### Originaluppsättningen
The Phantom of the Opera hade premiär på Her Majesty’s Theatre i London den 9 oktober 1986 i regi av Harold Prince. Koreografi av Gillian Lynne, scenografi av Maria Björnson och ljusdesign av Andrew Bridge. Michael Crawford spelade titelrollen, Sarah Brightman Christine och Steve Barton Raoul. Föreställningen spelas fortfarande på samma teater och firade sitt 38:e år i oktober 2024. Den 23 oktober 2010 spelades föreställning nummer 10 000 och både Andrew Lloyd Webber och Michael Crawford deltog i firandet. The Phantom of the Opera är den näst längst spelade musikalen i Londons teaterhistoria efter Les Misérables. Londonuppsättningen vann två Olivier Awards 1986: för bästa nya musikal och för bästa skådespelare i en musikal (Michael Crawford). 2002 vann uppsättningen åter en Olivier Award i kategorin Publikens pris för populäraste musikal. I oktober 2011 firades 25-årsjubileet med en unik uppsättning i Royal Albert Hall. Lloyd Webber och flera av originalensemblen, som Crawford och Brightman, deltog i firandet.

### Broadwayuppsättningen
The Phantom of the Opera hade premiär på Majestic Theatre i New York 26 januari 1988. Crawford, Brightman och Barton spelade här samma roller som i London. 11 februari 2012 spelades föreställning nummer 10 000. Föreställningen är i dagsläget den längst spelade i Broadways historia . Broadwayuppsättningen nominerades till 10 Tony Awards 1988 och vann 7, Bästa musikal, bästa skådespelare i en musikal (Michael Crawford), bästa kvinnliga biroll i musikal (Judy Kaye), bästa regi av en musikal (Hal Prince), bästa scenografi (Maria Björnson), bästa kostym (Maria Björnson) och bästa ljusdesign (Andrew Bridge). Den 26 januari 2013 firade Broadwayuppsättningen 25 år med en galaföreställning . På galaföreställningen avslöjades att svenska Peter Jöback sjunger rollen som Phantom på Broadway från 29 april till 24 augusti 2013 .Peter Jöback återvände till rollen och Broadway mellan 16 januari och 13 mars 2018 då musikalen firade 30 år . Efter 35 år och 13 981 föreställningar lades uppsättningen på Broadway ned 16 april 2023 .

### Den svenska uppsättningen 1989-1995
I Sverige var man ganska tidigt ute med att sätta upp föreställningen, som i likhet med alla Webbers produktioner styrdes hårt av Lloyd Webbers produktionsbolag The Really Useful Group. Den hade premiär på Oscarsteatern i Stockholm den 27 oktober 1989 i svensk översättning av Lars Sjöberg, och spelades i en rekordlång period på hela sex år fram till 18 juni 1995. Totalt gavs 1 173 föreställningar, som sågs av 1 055 800 personer . Mikael Samuelson spelade och sjöng huvudrollen som den vanställde Fantomen och genom den rollen blev han riksbekant. Samuelson gjorde rollen i nästan alla föreställningar och ersattes bara ett tjugotal gånger (ersättare var Richard Carlsohn, Bengt Nordfors och Jan Kyhle). För rollen som Fantomen mottog han teaterpriset Guldmasken 1989. Rollen som Christine Daaé spelades av Elisabeth Berg och Tua Åberg fram till 1991, då de ersattes av Johanne Brochmann och Inger Olsson Moberg. Rollen som Raoul spelades av Bengt Nordfors och ersattes av Jan Kyhle 1992. Den svenska originalinspelningen gavs ut på CD, LP och MC 1990 av Polygram/Polydor .
Rollista vid premiären i Stockholm 1989:
- Fantomen: Mikael Samuelson
- Christine Daaé:  Elisabeth Berg/Tua Åberg
- Raoul, greve de Chagny: Bengt Nordfors
- Monsieur Firmin: Bert-Åke Varg
- Monsieur André: Magnus Fagerberg
- Carlotta Giudicelli: Anette Stridh
- Madame Giry: Annika Bartler
- Ubaldo Piangi: Björn Haugan
- Monsieur Reyer: Anders Sohlman
- Vaktmästare/Skytt: Erik Ström
- Meg Giry: Martina Langas
- Monsieur Lefevre/Brandchef: Bernard Sundh
- Joseph Buquet: Anders Johnsson
- Don Attilio (Il muto)) /Passarino: Jan Kyhle
- Slavhandlare (Hannibal): Peter Gröning
- Lakej/Scenarbetare: Olle Ingeson
- Polis: Lennart Forsén
- Page (Don Juan Triumphant): Lillemor Höglund
- Vaktmästare/Brandman: Metin Ardel
- Page (Don Juan Triumphant): Margaretha Melz
- Brandman/ Auktionsförrättare: Raymond Björling
- Garderobiär/Confidante (Il Muto): Lena Tivelind
- Prinsessa (Hannibal): Christina Knockenhauer
- Madame Firmin: Kerstin Melin
- Värdshusvärdens fru (Don Juan Triumphant): Marie Kindberg
- Manlig swing, tenor: David Båvenholm
- Manlig swing, baryton: Bert Bellmann
- Kvinnlig swing, sopran: Susanne Sahlberg
- Dansare: Christina Olsson, Kerstin Abrahamsson, Susanna Caldegren, Jessica Mazzi, Åsa Rampling, Janette Le Veau
- Swingdansare: Emma Idén

### Stockholm 2016
The Phantom of the Opera hade nypremiär i Stockholm den 14 september 2016, med Peter Jöback i huvudrollen. Christine spelades av Emmi Christensson och Raoul av Anton Zetterholm. Övriga roller: Monsieur André spelades av Sindre Postholm, Monsieur Firmin av Rolf Lydahl, Carlotta Giudicelli av Karolina Andersson, Ubaldo Piangi av Glenn Kjellberg, Meg Giry av Tehilla Blad och Madame Giry av Sanna Martin. Uppsättningen producerades av 2Entertain, Vicky Nöjesproduktion och Sinclair Entertainment i samarbete med The Really Useful Group. Föreställningen spelades i 197 föreställningar fram till 14 maj 2017.

### Svenskar i Londonuppsättningen
- Myrra Malmberg, Christine, 1997
- Niklas Andersson, Raoul, 2003
- Peter Jöback, The Phantom, 2012
- Emmi Christensson, Alt. Christine, 2014

### Svenskar i Broadwayuppsättningen
- Peter Jöback, The Phantom, 2013 samt 2018

### Den danska uppsättningen 2000-2002
Föreställningen hade avancerade ljudanläggningar bestående av över 100 högtalare och 6 000 meter kabel till 60 förstärkare à 1 000 watt. Ljusanläggningen omfattade mer än 1 000 avancerade projektorer, som tillsammans drog mer ström än 800 lägenheter. Under första säsongen hade föreställningen förbrukat över en miljon kWh och över fem ton kolsyreis för framställning av scenrök. Scenografi och kostymer hade krävt över 2,3 kilometer tyg och det tillverkades över 200 kostymer och 100 peruker. Föreställningens arton scenbyten möjliggjordes av 50 fjärrstyrda motorer, 30 000 meter kabel och 125 öppningar i scengolvet.
(Dette kan ikke være riktig?)

## Filmatiseringar

### Filmversionen 2004
Filmversionen av musikalen regisserades av Joel Schumacher och hade biopremiär 2004. Rollen som Phantom spelades av Gerard Butler, Christine av Emmy Rossum, Raoul av Patrick Wilson och Minnie Driver spelade Carlotta. Filmen nominerades till tre Oscars, bland annat för den nyskrivna sången "Learn to be Lonely", som dock inte vann.

### 25-årsjubiléet på Royal Albert Hall
I samband med musikalens 25-årsjubileum spelades en jubileumsföreställning i Royal Albert Hall i London. Huvudrollerna spelades då av Ramin Karimloo och Sierra Boggess. Denna föreställning spelades in och gavs sedan ut på DVD.